# 1208 (밴드)
1208은 미국 캘리포니아주 허모사비치에서 1994년 결성된 펑크 록 밴드다. "1208"이라는 이름은 멤버들이 처음 만난 아파트 호수를 뜻한다. 에피타프 레코드에서 2002년과 2004년에 "Feedback Is Payback"과 "Turn of the Screw"를 발매하였다. 후자의 음반에 수록된 노래 'Fall Apart'는 플레이스테이션 2와 엑스박스의 게임 번아웃 3에 사용되었다.
2006년 11월에는 세 번째 정규 음반을 작업하고 있다는 소식이 들렸으나, 현재까지 더 구체화되지는 않았다.
2009년, T.S.O.L.과 의 함동 공연으로 매니 맥나마를 제외한 멤버가 공연을 하였다. 드러머 자리는 도널드 콘래드가 대체하였다. 알렉스 플린은 밴드 블랙 플래그의 멤버 그렉 진과 예술가 레이먼드 페티본의 사촌이다.

## 구성원
- 알렉스 플린 - 보컬
- 네쇼운 허버드 - 기타
- 브라이언 파크스 - 베이스
- 매니 맥나마라 - 드럼

## 디스코그래피
- Feedback Is Payback (2002)
- Turn of the Screw (2004)

## 싱글
- "Scared Away"
- "Jimmy"
- "Next Big Thing"

## 뮤직 비디오
- "Jimmy: (2002)
- "Next Big Thing" (2004)